# The Definitive Collection (album The Blues Brothers)
The Definitive Collection – album wydany przez Blues Brothers Band w 1992 roku.

## Lista utworów
1. „Opening: I Can’t Turn You Loose”
2. „Hey Bartender”
3. „Messin’ with the Kid”
4. „(I Got Everything I Need) Almost”
5. „Rubber Biscuit”
6. „I Don’t Know”
7. „Soul Man”
8. „Who’s Making Love?”
9. „Do You Love Me”/„Mother Popcorn (You Got to Have a Mother for Me)”
10. „Guilty”
11. „Riot in Cell Block #9"
12. „From the Bottom”
13. „Going Back to Miami”
14. „Everybody Needs Somebody to Love”
15. „Expressway to Your Heart”
16. „Sweet Home Chicago”
17. „Closing: I Can’t Turn You Loose”
18. „Shake a Tail Feather”
19. „Think”
20. „Gimme Some Lovin'”